# Convair X-6

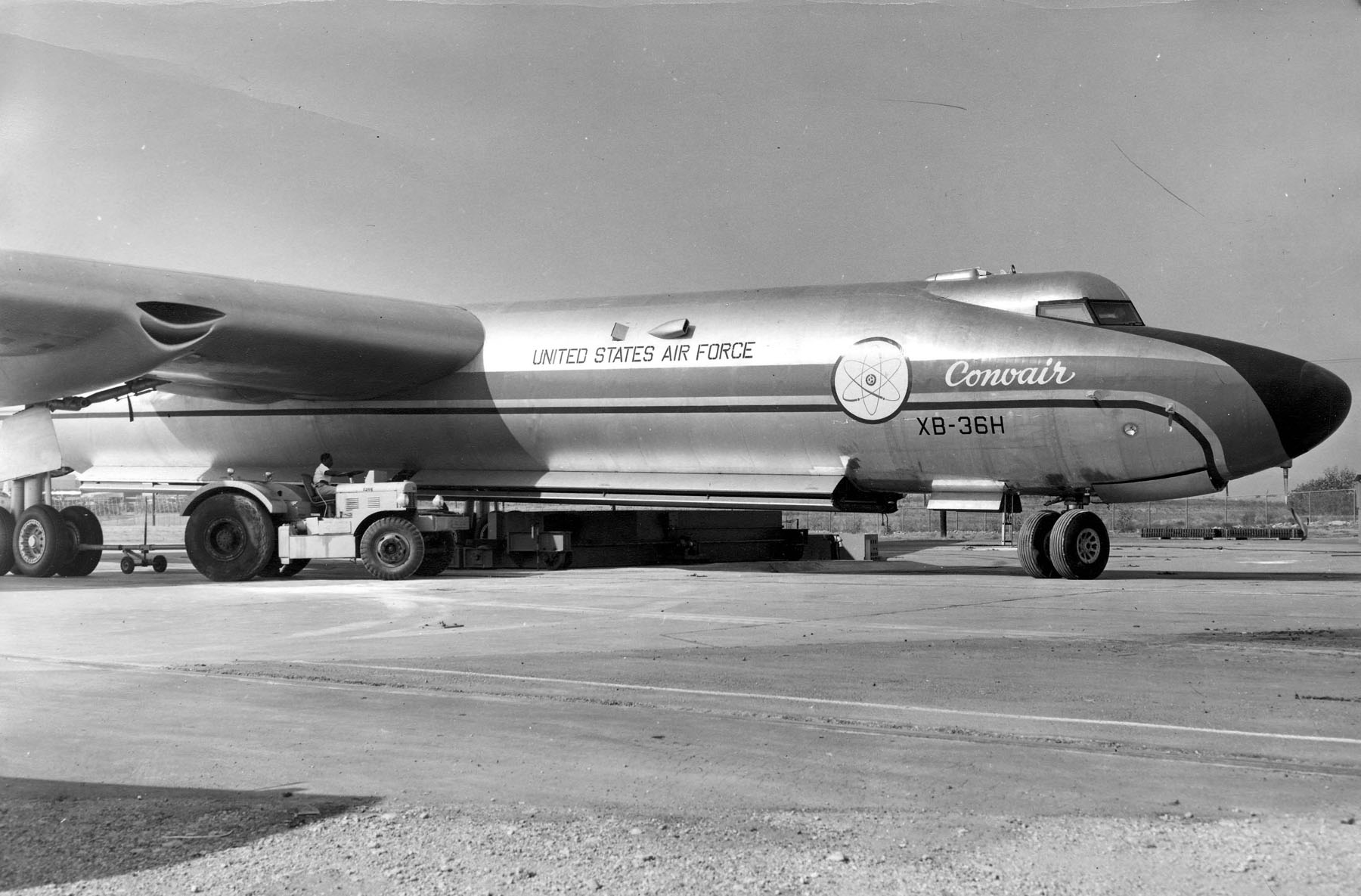
Convair NB-36H, mẫu thử nghiệm cho dự án X-6

Convair X-6 là một dự án máy bay thử nghiệm nhằm phát triển và đánh giá ý tưởng máy bay phản lực sử dụng động cơ hạt nhân.

## Tính năng kỹ chiến thuật (NB-36H)
Đặc điểm tổng quát
- Kíp lái: 5
- Chiều dài: 162 ft (49,38 m)
- Sải cánh: 230 ft (70,1 m)
- Chiều cao: 46 ft 9 in (14,26 m)
- Diện tích cánh: 4.770 ft² (443,3 m²)
- Trọng lượng cất cánh tối đa: 360.000 lb (163.000 kg)
- Động cơ:
  - 4 × General Electric J47 kiểu turbojet,  ()  mỗi chiếc
  - 6 × Pratt & Whitney R-4360-53, 3.800 hp (2.830 kW)  mỗi chiếc

 Hiệu suất bay 
- Vận tốc cực đại: 390 mph (628 km/h)
- Trần bay: 40.000 ft (12.200 m)